# Forte do Barém
O Forte do Barém (em árabe: قلعة البحرينQal'at al-Bahrain), também denominado como Forte português da ilha de Barém localiza-se em Manama, capital do Barém, no golfo Pérsico.

## História
A primitiva ocupação humana do seu sítio remonta a uma elevação artificial (um "tel") iniciado por volta de 2 300 a.C. e ocupado sucessivamente até ao século XVI, quando foi aproveitado pelos portugueses para uma fortificação que atualmente lhe dá nome: "qal'a", que significa "forte". Entre outras funções, ao longo de sua história serviu como capital dos Dilmun – uma das mais importantes civilizações da região.
Foi conquistada em 1559 por forças portuguesas sob o comando de D. Antão de Noronha, então capitão de Ormuz. Estes ocuparam a fortificação árabe então existente, no topo da elevação com doze metros de altura.
Em 1561, a fortificação foi ampliada e modernizada, com traça do arquiteto obidense Inofre de Carvalho, que lhe acrescentou uma área abaluartada, diretamente inspirada nas gravuras do tratado de Pietro Cataneo.
Embora a documentação sobre esta estrutura seja escassa, uma representação da "ilha de Barém", no "Livro das Plantas das Fortalezas", de autoria de Pedro Barreto de Resende, apresenta-a com planta no formato quadrangular, com torreões de planta circular nos vértices.
Os Portugueses foram expulsos do Barém em 1602, pelas forças do xá Abas I.
Cerca de 25% do sítio já havia sido escavado revelando estruturas de diferentes tipos desde 1954: residenciais, públicas, comerciais, religiosas e militares. Em conjunto, testemunham a importância do local, um entreposto comercial ao longo dos séculos.
O sítio arqueológico encontra-se classificado, desde 2005, como Património da Humanidade pela UNESCO.
O Forte do Barém sofreu recente intervenção de conservação com a interveniência da Fundação Calouste Gulbenkian.

## Bibliografia

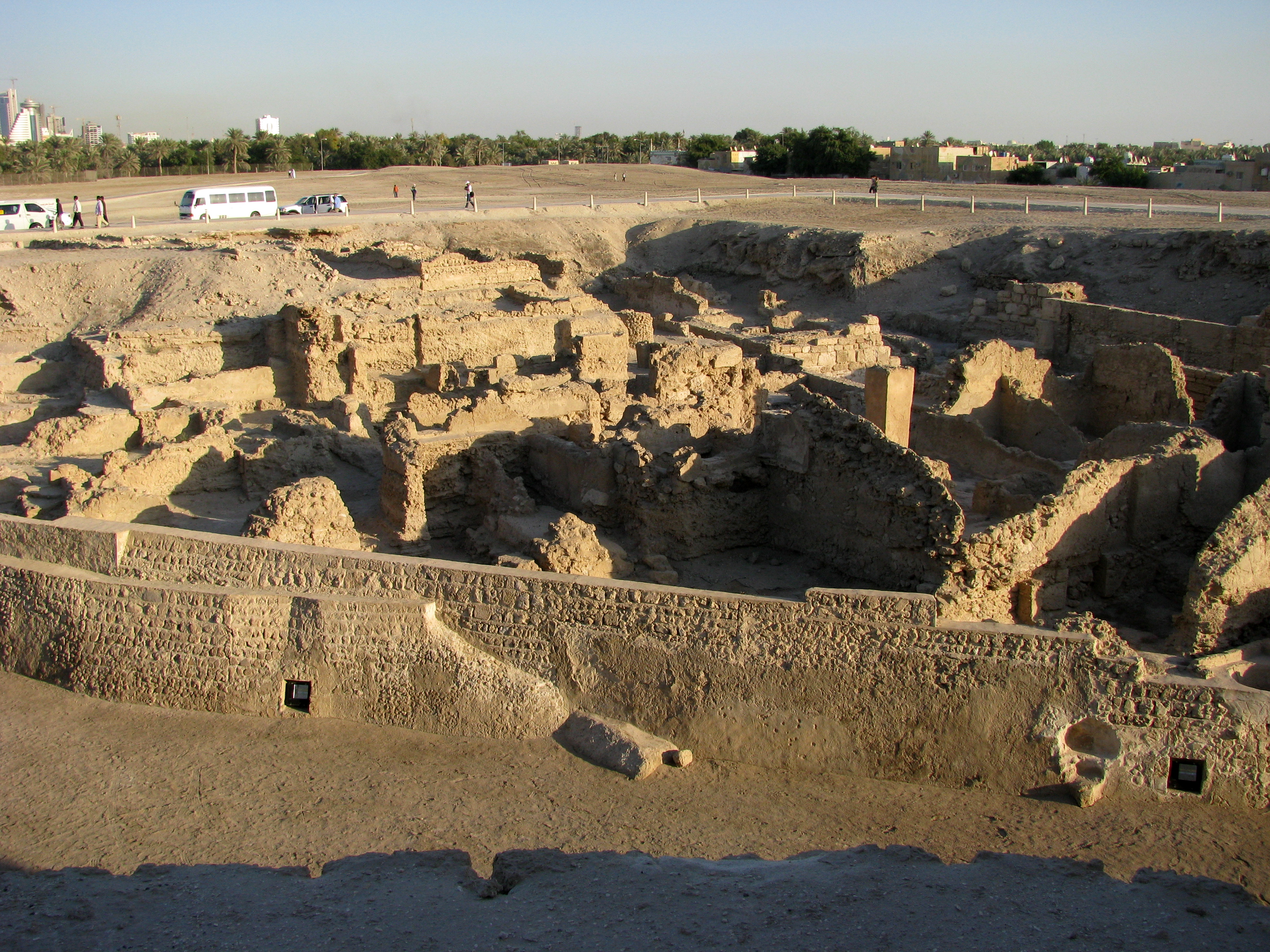
Forte do Barém: aspecto das escavações